# Sah
Sah (en persa: شاه‎, šāh, pronunciado [ʃɒːh]; «rey»), también escrito como sha, es el título que reciben desde la Antigüedad los monarcas de Irán, antiguamente conocido por Occidente como Persia. También fue adoptado por algunos Estados islámicos tales como los imperios otomano o mogol, que usaron el derivado padişah.
Desde los tiempos del Imperio medo a mediados del siglo VIII a. C., los monarcas iraníes han llevado el título de Shāh. Más adelante también se empezó a usar el título de Šâhanšâh (شاهنشاه, «rey de reyes»), que fue utilizado por las dinastías aqueménida (550-330 a. C.) y sasánida (226-651 d. C.). También ha sido utilizado por otros Estados tales como el Imperio afgano o mogol.
El equivalente femenino de sah es sahbanu (en persa, شهبانو, «reina») y solo ha sido utilizado por tres reinas reinantes: Boran y Azarmedukht, hacia el año 630, y Farah Pahlaví, esposa de Mohammad Reza Pahleví, último sah de Irán, destronado en la Revolución iraní de 1979.

## Etimología y origen
La palabra desciende del persa antiguo xšāyaθiya, originario de Media, el cual es equivalente al avéstico xšaθra- y sánscrito kṣatra- «poder» o «comando», y del cual se deriva kṣatriya-. Estos términos tienen su origen en los títulos de los monarcas de Akkad (šarru) —desde el siglo xxiv a. C.— Asiria (šar) —desde el siglo xviii a. C.— y Babilonia (también šar), —desde el siglo viii a. C.—, en la antigua Mesopotamia.

## Historia

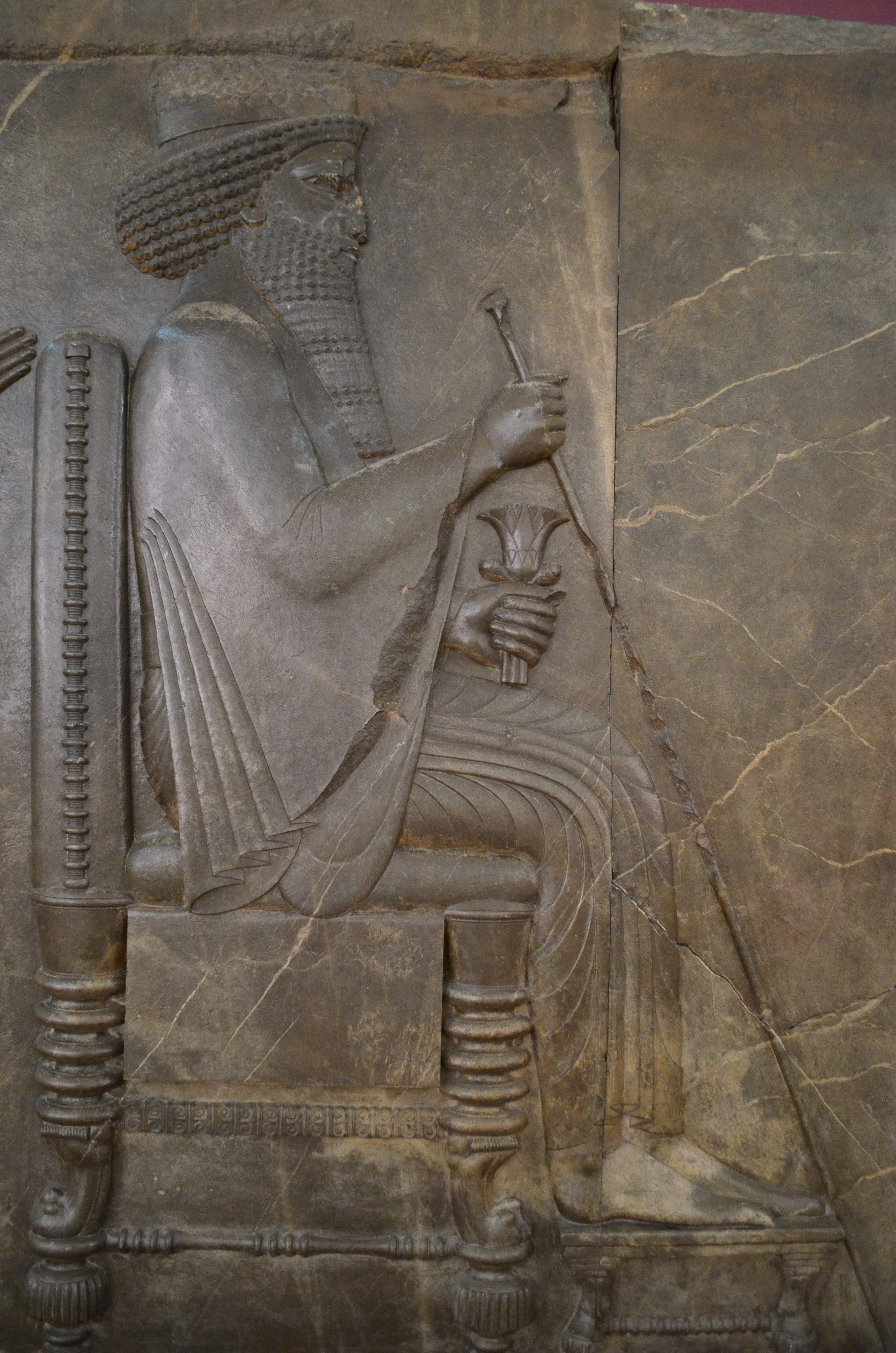
Jerjes I (Xšayār̥šā) el gran Sah de Persia.

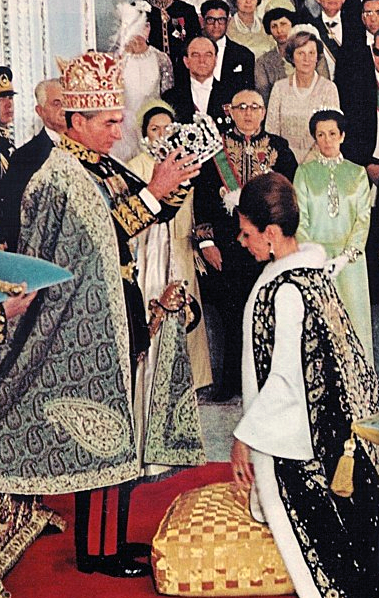
Mohammad Reza Pahlavi coronando a la emperatriz Farah en 1967.

Šāh, o Šāhanšāh (Rey de Reyes) o Sahansah para utilizar el término completo, era el título de los emperadores persas. Incluye a los gobernantes del primer Imperio Persa, la dinastía aqueménida, que unificó Persia en el siglo VI a. C. y creó un vasto imperio intercontinental, así como a los gobernantes de las dinastías que se sucedieron a lo largo de la historia hasta el siglo XX y la Casa Imperial de Pahlavi.
Mientras que en las fuentes occidentales el monarca otomano se denomina con más frecuencia sultán, en el territorio otomano se le llamaba con más frecuencia padishah y varios utilizaban el título de sah en sus tugras. Su descendencia masculina recibía el título de Şehzade, o príncipe (literalmente, «vástago del sah», del persa Şâhzadeh).
El título completo de los gobernantes aqueménidas era Xšāyaθiya Xšāyaθiyānām, literalmente «Rey de Reyes» en persa antiguo, correspondiente al persa medio Šâhân Šâh, y al persa moderno en persa: شاهنشاه‎ (Šâhanšâh). En griego, esta frase se tradujo como βασιλεὺς τῶν βασιλέων (basileus tōn basiléōn), «rey de reyes», equivalente a «emperador». Ambos términos se acortaron a menudo a sus raíces shah y basileus.
En las lenguas occidentales, Shah se utiliza a menudo como una traducción imprecisa de Šāhanšāh. El término se registró por primera vez en inglés en 1564 como título del rey de Persia y con la grafía Shaw. Durante mucho tiempo, los europeos consideraron que Sah era un título real particular y no imperial, aunque los monarcas de Persia se consideraban a sí mismos emperadores del Imperio Persa (más tarde Imperio de Irán). La opinión europea cambió en la época napoleónica, cuando Persia era un aliado de las potencias occidentales deseosas de hacer que el sultán otomano liberara su dominio sobre varias partes europeas (principalmente cristianas) del Imperio Otomano, y los emperadores occidentales (cristianos) habían obtenido el reconocimiento otomano de que sus estilos imperiales occidentales debían traducirse al turco como padishah.
En el siglo XX, el sah de Persia, Mohammad Reza Pahlavi, adoptó oficialmente el título de شاهنشاه Šâhanšâh y, en lenguas occidentales, el de emperador. También llamó a su esposa شهبانو (shahbânū, «emperatriz»). Mohammad Reza Pahlavi fue el último sah, ya que la monarquía iraní fue abolida tras la Revolución de 1979.

## Definición
La ambición de dominación política absoluta que refleja el término está subrayada por la expresión, utilizada a lo largo de los milenios en las épocas aqueménida, parta, sasánida, timúrida, safávida, qajar y pahlavi, de shāhan shāh (en persa شاهنشاه), Sahansah, es decir «rey de reyes», según una concepción real que encuentra un paralelo preciso en el título del negus etíope. La expresión «jaque mate» (es decir, «el rey está derrotado», no «muerto», como a menudo se cree, shāh māt[a]) y el nombre mismo del juego de ajedrez están relacionados con él.

## Términos relacionados
- Shah-i-bangalah, adoptado por el sultán Shamsuddin Ilyas shah (1342-1357), el sultán de Bengala que unificó el estado (el uso de shah en el nombre mismo, como aquí, no es evidencia de título y rara vez es significativo ).
- Incluso las dinastías no musulmanas adoptaron el título real. «Shah» (o «chaha») es un título que ostenta el maharajadhiraja hindú (que significa «rey de reyes») de Nepal y sus descendientes masculinos, un título originalmente otorgado por el sultán musulmán de Delhi a Kulananda Khan, después de que se convirtiera en gobernante de Kaski. El título también lo llevan varias familias descendientes de los soberanos de ciertos principados vasallos nepalíes.
- Sátrapa, el término en las lenguas occidentales para designar al gobernador de una provincia persa, es una distorsión de xšaθrapāvan, literalmente «guardián del reino», que deriva de la palabra xšaθra, una palabra del persa antiguo que significa «reino, provincia» y que está relacionada etimológicamente con shah.
- Maqad-e-Šâh (مقعد شاه), frase de la que se cree que deriva el nombre de Mogadiscio, que significa «sede del sah», un reflejo de la temprana influencia persa de la ciudad.[11]
- Las expresiones jaque y jaque mate derivan del español medieval: xaque, y este del del árabe; شاه (šāh) y del persa medio;شاه, šāh⁠, “rey”.[12]

## Shahzade
Shahzade (farsí: شاهزاده, transliterado como Šâhzâde). En el reino de un shah (o un estilo de gobernante derivado más elevado), un príncipe o princesa de la familia real de sangre se llamaba lógicamente shahzada, ya que el término deriva de shah utilizando el sufijo patronímico persa -zâde o -zâdeh, «nacido de» o «descendiente de». Sin embargo, los estilos completos precisos pueden diferir en las tradiciones cortesanas de cada reino del sah. Este título se otorgaba a los príncipes del Imperio otomano (Şehzade, turco otomano: شهزاده) y fue utilizado por los príncipes de la India islámica (Shahzāda, Urdu: شہزاده, শাহজাদা Shāhozāda) como en el Imperio mogol. Los mogoles y el Sultanes de Delhi eran de origen indio y de origen mongol-turco, pero estaban muy influidos por la cultura persa, una continuación de tradiciones y hábitos desde que la lengua persa fuera introducida en la región por dinastías túrquicas persianizadas siglos antes.
Así, en Oudh, sólo los hijos del soberano shah bahadur (véase más arriba) eran llamados por derecho de nacimiento «Shahzada [título personal] Mirza [nombre personal] Bahadur». [nombre personal] Bahadur», aunque este estilo también podía extenderse a nietos individuales e incluso a parientes más lejanos. A otros descendientes varones del soberano por línea masculina se les llamaba simplemente «Mirza [nombre personal]» o «[nombre personal] Mirza». Esto podía aplicarse incluso a dinastías no musulmanas. Por ejemplo, los hijos menores del maharajá gobernante sij del Punjab se llamaban «Shahzada [nombre personal] Singh Bahadur».
El préstamo shahajada, «hijo del sah», tomado del título mogol Shahzada, era el título principesco habitual que llevaban los nietos y descendientes varones de un soberano del Reino de Nepal en la línea masculina de la dinastía Shah hasta su abolición en 2008.
Para el heredero al trono real de un sah de «estilo persa», se utilizaban títulos más específicos, que contenían el elemento clave Vali Ahad', normalmente además de shahzada, cuando sus hermanos menores disfrutaban de este calificativo.

## Shah Bahadur
En la tradición mogol, la adición de «bahadur» eleva cualquier título en un rango, por lo que «shah bahadur» significa un título intraducible que podría denominarse «rey de primera clase». Este título fue adoptado en la denominación completa del ex nawab (gobernador vasallo) de Awadh (la provincia más rica que queda en el Imperio mogol, y geográficamente cercana a su capital Delhi) y también por el regente plenipotenciario mogol (vicepresidente, rey de facto) cuando siguió el consejo británico de declararse independiente de la completamente debilitada corte mogol, convirtiéndose así en el juguete político de la potencia colonizadora. Sin embargo, el elemento crucial en su denominación completa, «Hazrat Khalid, shah bahadur, padishah-i-oudh», es el título imperial padishah, que razonablemente no podría haber sido llevado por un vasallo.

## Otros usos
Como muchos títulos, la palabra «shah» también se utiliza a menudo en los nombres, sin significado político o aristocrático.
- Shah es un apellido común en la India, especialmente en las lenguas guyaratí y kutchi. Se puede encontrar en las comunidades hinduistas, jainistas y musulmanas. En estas dos primeras, el apellido Shah suele representar a la casta Bania.
- En la India y especialmente en Pakistán, Shah también significa «rey», pero además este título se añade a la casta superior musulmana, que es la descendiente de Mahoma. Son mayoritariamente suníes y se les llama Syed (o Seyed) seguido de su nombre de pila, añadiendo shah.
- Shah es también un diminutivo de Shahryar.